# Коминтерн (Смоленская область)
Коминтерн — деревня в Руднянском районе Смоленской области России. Входит в состав Казимировского сельского поселения. Население — 42 жителя (2007 год). 
Расположена в западной части области в 17 км к югу от Рудни, в 11 км севернее автодороги М1 «Беларусь». В 13 км южнее деревни расположена железнодорожная станция Красное на линии Москва — Минск. 

## История
В годы Великой Отечественной войны деревня была оккупирована гитлеровскими войсками в июле 1941 года, освобождена в октябре 1943 года.